# Luc Roosen
Luc Roosen, nascido a 17 de setembro de 1964 em Brée, é um antigo ciclista profissional belga. Foi profissional entre 1986 e 1997 ininterruptamente.

## Palmarés
| 1986 - 1 etapa da Dauphiné Libéré 1987 - 1 etapa do Grande Prêmio de Midi Livre 1988 - Tour de Haut-Var - 1 etapa da Volta à Suíça 1989 - 1 etapa da Schwanenbrau Cup - 1 etapa da Volta a Andaluzia | 1990 - 1 etapa da Dauphiné Libéré - 1 etapa da Volta à Suíça - Troféu dos Escaladores 1991 - Volta à Suíça, mais 1 etapa - 1 etapa do Tour de Vaucluse - 1 etapa do Tour Méditerranéen 1996 - 1 etapa da Volta a Áustria |

## Resultados nas grandes voltas
| Corridas           | 1986 | 1987 | 1988 | 1989 | 1990 | 1991 | 1992 | 1993 | 1994 | 1995 | 1996 | 1997 |
| ------------------ | ---- | ---- | ---- | ---- | ---- | ---- | ---- | ---- | ---- | ---- | ---- | ---- |
| Volta a Itália     | -    | -    | -    | -    | -    | -    | Ab.  | -    | -    | -    | -    | -    |
| Volta a França     | 103º | 104º | -    | 27º  | -    | -    | Ab.  | 83º  | 68º  | -    | -    | -    |
| Volta a Espanha    | -    | -    | -    | -    | -    | 37º  | -    | -    | -    | -    | -    | -    |
| Mundial em Estrada | -    | -    | -    | 32º  | -    | 23º  | 9º   | -    | -    | -    | -    | -    |

-: não participa
Ab.: abandono